# Lukas Ibertsberger
Lukas Ibertsberger (* 6. August 2003) ist ein österreichischer Fußballspieler.

## Karriere

### Verein
Ibertsberger begann seine Karriere beim SV Seekirchen 1945. Im Februar 2014 wechselte er in die Jugend des FC Liefering. Zur Saison 2015/16 kam er in die Jugend des Partnerklubs FC Red Bull Salzburg, bei dem er ab der Saison 2017/18 auch sämtliche Altersstufen der Akademie durchlief. Im Jänner 2021 rückte er in den Kader der Profis des Farmteams Liefering. Bis zum Ende der Saison 2020/21 stand er allerdings nie im Spieltagskader des Zweitligisten.
Sein Debüt in der 2. Liga gab der Verteidiger schließlich im September 2021, als er am neunten Spieltag der Saison 2021/22 gegen den FC Dornbirn 1913 in der 64. Minute für Benjamin Böckle eingewechselt wurde. Im April 2023 stand er gegen den SK Sturm Graz erstmals im Kader der Profis von Salzburg. Bis Saisonende kam er für die Salzburger aber noch nicht zum Einsatz.
Zur Saison 2023/24 wurde Ibertsberger an den Wolfsberger AC verliehen. Für die Kärntner kam er während der Leihe zu 13 Einsätzen in der Bundesliga. Zur Saison 2024/25 verließ er Salzburg endgültig und wechselte innerhalb des Oberhauses zum FC Blau-Weiß Linz, bei dem er einen bis 2026 laufenden Vertrag erhielt. In Linz konnte er sich aber nicht durchsetzen und absolvierte lediglich vier Bundesligapartien.
Zur Saison 2025/26 wechselte er zum Zweitligisten SC Austria Lustenau, bei dem er einen bis 2027 laufenden Vertrag erhielt.

### Nationalmannschaft
Ibertsberger spielte im September 2018 erstmals für eine österreichische Jugendnationalauswahl. Im September 2019 kam er in einem Länderspieldoppel gegen die Schweiz zu zwei Einsätzen im U-17-Team. Im Juni 2021 spielte er gegen Italien einmal in der U-18-Mannschaft.
Im November 2022 gab er gegen die Türkei sein Debüt im U-21-Team.

## Persönliches
Sein Vater Robert (* 1977) und sein Onkel Andreas (* 1982) waren ebenfalls Fußballspieler und spielten beide im österreichischen Nationalteam.